# Samoa National League 2001
Samoa National League 2001, còn có tên là Upolo First Division, là mùa giải thứ 13 trong lịch sử Samoa National League, giải đấu cao nhất của Liên đoàn Bóng đá Samoa. Goldstar Sogi giành chức vô địch đầu tiên.

## Bảng xếp hạng
Dựa trên kết quả biết được từ các nguồn:
| Pos | Team                      | Pld | W | D | L | Pts |
| --- | ------------------------- | --- | - | - | - | --- |
| 1   | Goldstar Sogi             | 9   | 8 | 1 | 0 | 25  |
| 2   | Strickland Brothers Lepea | 9   | 7 | 2 | 0 | 23  |
| 3?  | Moamoa                    |     |   |   |   |     |
| 4   | Kiwi                      |     |   |   |   |     |

Source: 

## Danh sách ghi bàn
| Năm  | Cầu thủ           | Đội bóng                  | Số bàn thắng |
| 2001 | Desmond Fa'aiuaso | Strickland Brothers Lepea | 17           |

Source: